# Nerosjärvi
Nerosjärvi är en sjö i Finland. Den ligger i kommunen Tavastehus i landskapet Egentliga Tavastland, i den södra delen av landet, 120 km norr om huvudstaden Helsingfors. Nerosjärvi ligger 93,5 meter över havet. I omgivningarna runt Nerosjärvi växer i huvudsak blandskog. Den är 20,54 meter djup. Arean är 7,8 kvadratkilometer och strandlinjen är 65,95 kilometer lång. Sjön  ingår i Kumo älvs huvudavrinningsområde. 